# Дандоло (Падова)
Дандоло (итал. Dandolo) је насеље у Италији у округу Падова, региону Венето.
Према процени из 2011. у насељу је живело 46 становника. Насеље се налази на надморској висини од 28 м.